# صفصافية
الصفصافية (الاسم العلمي:Salicaceae) هي فصيلة نباتية تتبع رتبة الملبيغيات من طائفة ثنائيات الفلقة. تضم 57 جنساً أهمها الصفصاف. نباتات هذه الفصيلة أشجار أو شجيرات أوراقها عريضة في الجور ضيقة
أو شريطية في الصفصاف والنورة غير محدودة مدلاعة في الحور (نورة مذكرة)، أما في الصفصاف فالنورة قائمة.

## الوصف النباتي
الأزهار أحادية الجنس والنباتات ثنائية المسكن والأزهار عارية الأزهار المذكرة تتركب من عدد من الأسدية
تغلفها قناية، ويبلغ عدد الأسدية تسعة في الصفصاف، وفي الحور يزداد عددها، والقناية في الحور تكون
مفصصة بعكس الصفصاف حيث تكون القناية غير مفصصة، ويوجد في أسفل الأسدية غدتان رحيقيتان واحدة أمامية
والأخرى خلفية، أما في الحور فالغدة كأسية الشكل، ولحبوب اللقاح ثلاث فتحات إنبات طويلة في جنس الصفصاف
أما في الحور فليس للحبة فتحات ظاهرة.

### التكاثر
الزهرة الأنثوية تتركب من كربلتان ملتحمتان يغلفهما قناية، والمتاع ذو حجرة واحدة يحوي عدداً من البويضات
في وضع مشيمي جداري، القلم قصير أما الميسم فمتفرع يوجد أسفل المتاع غدة هلالية الشكل. الثمرة علبة تحتوي
على عدد كبير من البذور والبذور عديمة أو قليلة الاندوسبرم مغلفة بوبر يساعدها على الانتشار بواسطة الرياح
التلقيح يتم بواسطة الحشرات في الصفصاف هوائي الحور. كما توجد الجلوكوسيدات في قلف كثير من نباتات هذه الفصيلة مثل
الساليسين في نبات الحور الأبيض.

## قبائل
- الصفصافاوية
- البروكياوية
- الفلاكوراوية
- (الاسم العلمي: Samydeae)
- (الاسم العلمي: Homalieae)
- (الاسم العلمي: Scolopieae)
- (الاسم العلمي: Abatieae)
- (الاسم العلمي: Bembicieae)
- (الاسم العلمي: Scyphostegieae)

## أجناس
- الصفصاف
- البانارة
- الحور
- البروكية
- Abatia
- Aphaerema
- عظر
- Bartholomaea
- Bembicia
- Bennettiodendron
- Bivinia
- Byrsanthus
- Calantica
- Carrierea
- Casearia
- Chosenia
- Dissomeria
- رامحة (نبات)
- Euceraea
- فلاكورة
- Hasseltia
- Hasseltiopsis
- Hecatostemon
- Hemiscolopia
- Homalium
- Idesia
- Itoa
- Laetia
- Lasiochlamys
- Ludia
- Lunania
- Macrohasseltia
- Mocquerysia
- Neopringlea
- Neoptychocarpus
- Neosprucea
- Olmediella
- Oncoba
- Ophiobotrys
- Osmelia
- Phyllobotryon
- Phylloclinium
- Pineda
- Pleuranthodendron
- Poliothyrsis
- Priamosia
- Pseudosalix†[13]
- Pseudoscolopia
- Pseudosmelia
- Ryania
- غضس
- Scolopia
- Scyphostegia
- Tetrathylacium
- Tisonia
- Trichostephanus
- Trimeria
- Xylosma
- Zuelania